# Scatto fisso
Lo scatto fisso o pignone fisso è un meccanismo usato in particolare sulle biciclette da pista che fa sì che il movimento dei pedali sia in ogni momento solidale con quello della ruota posteriore. Manca cioè la ruota libera, che dà la possibilità di pedalare all'indietro a vuoto, senza influenzare la trasmissione.
Lo scatto fisso si può tipicamente realizzare avvitando un pignone su un mozzo filettato. Questo tipo di mozzo oggi è usato solamente per le bici da pista appunto, mentre un tempo era usato anche sulle bici da passeggio e da corsa: oggi si preferisce usare ruote che abbiano un corpetto in cui è presente il meccanismo di ruota libera.
Lo scatto fisso, data la sua peculiarità, permette di ridurre la velocità di marcia opponendosi al normale moto dei pedali; applicando una sufficiente forza alla contropedalata e spostando contemporaneamente il baricentro verso la parte anteriore è possibile provocare il bloccaggio della ruota posteriore e arrestare completamente il moto del veicolo; questa tecnica di arresto richiede l'utilizzo di pedali con straps,  pedali con puntapiedi o a sgancio rapido e non è da confondere con l'azione di un freno a contropedale. L'assenza di ruota libera facilita molto la tecnica del surplace.
Viene indicato nell'allenamento invernale dei ciclisti in quanto permette di assumere un gesto di pedalata più fluido e stilisticamente migliore rispetto ai meccanismi di ruota libera.